# جائحة كورونا-19 في بودوتشيري
```
تم الإبلاغ عن أول حالة 
لوباء COVID-19
 في 
الهند
 في 30 كانون الثاني 2020 ، 
مصدرها الصين
 . ببطء ، انتشر الوباء إلى مختلف الولايات والأقاليم الاتحادية بما في ذلك إقليم 
بودوتشيري
 النقابي. تم تسجيل الحالة الأولى في هذه المنطقة في 17 آذار .
```

## خلفية
في 12 يناير 2020، أكدت منظمة الصحة العالمية عن ظهور فيروس كورونا المستجد كسبب للمرض التنفسي الذي أصاب مجموعة من الأشخاص في مدينة ووهان، مقاطعة خوبي، الصين، إذ أُبلغ عنهم إلى منظمة الصحة العالمية في 31 ديسمبر 2019. كانت نسبة الوفيات بين الحالات المُشخصة بكوفيد-19 أقل بكثير من جائحة فيروس سارس في عام 2003، لكن انتقال العدوى كان أكبر، والوفيات أيضًا.

## الجدول الزمني

### أيار 2020
- وحتى 28 أيار ، بلغ العدد الإجمالي للحالات المبلغ عنها في بودوتشيري 53 حالة ، بما في ذلك 37 حالة مصابة و 16 حالة تم علاجها أو شفاءها.
- وحتى 30 أيار ، كان العدد الإجمالي للحالات المبلغ عنها 70 حالة ، بما في ذلك 45 حالة مصابة و 25 حالة تم شفاءها.

### حزيران2020
- في 7 حزيران، بلغ العدد الإجمالي للحالات في بودوتشيري 128 حالة ، بما في ذلك 75 حالة مصابة و 53 حالة شفاء.
- حتى 12 حزيران، كان إجمالي عدد الحالات في بودوتشيري 163 ، بما في ذلك 84 حالة مصابة و 76 حالة شفاء و 3 حالات وفاة.
- حتى 20 حزيران، كان العدد الإجمالي للحالات في بودوتشيري 338 ، بما في ذلك 200 حالة مصابة و 131 علاجًا و 7 حالات وفاة.
- حتى 23 حزيران، كان العدد الإجمالي للحالات في بودوتشيري 402 ، بما في ذلك 228 حالة مصابة و 165 علاجًا و 9 حالات وفاة.
- في 26 حزيران، تجاوز العدد الإجمالي للحالات في بودوتشيري 500 حالة. إنه 502 ، بما في ذلك 306 حالة مصابة و 187 حالة شفاء و 9 حالات وفاة.